# Salcie plângătoare (pictură de Monet)
Salcie plângătoare este o pictură în ulei pe pânză, realizată în 1918 de pictorul francez Claude Monet, care prezintă o salcie plângătoare ce crește la marginea iazului său din grădina din Giverny, Franța. Acum este expusă la Muzeul de Artă din Columbus, Ohio.
Pictura face parte dintr-o serie de picturi ale acestei sălcii plângătoare realizate de Monet. Are dimensiunile de 131 x 110,3 cm și a fost un cadou făcut muzeului de Howard și Babette Sirak.

## Galerie

Picturile lui Monet despre salcia plângătoare
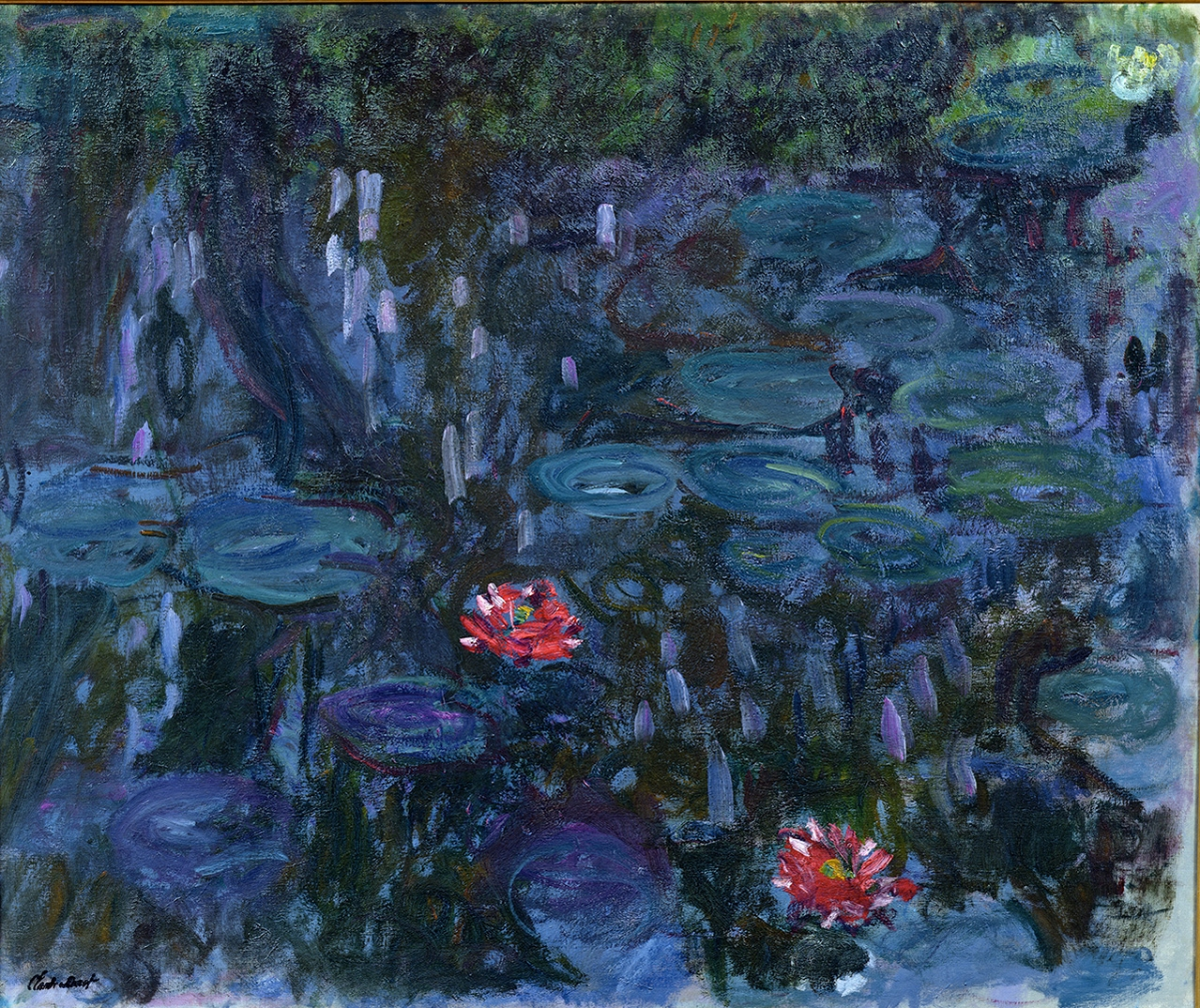
Nuferi și reflecți unei sălcii (1916–1919), Musée Marmottan Monet
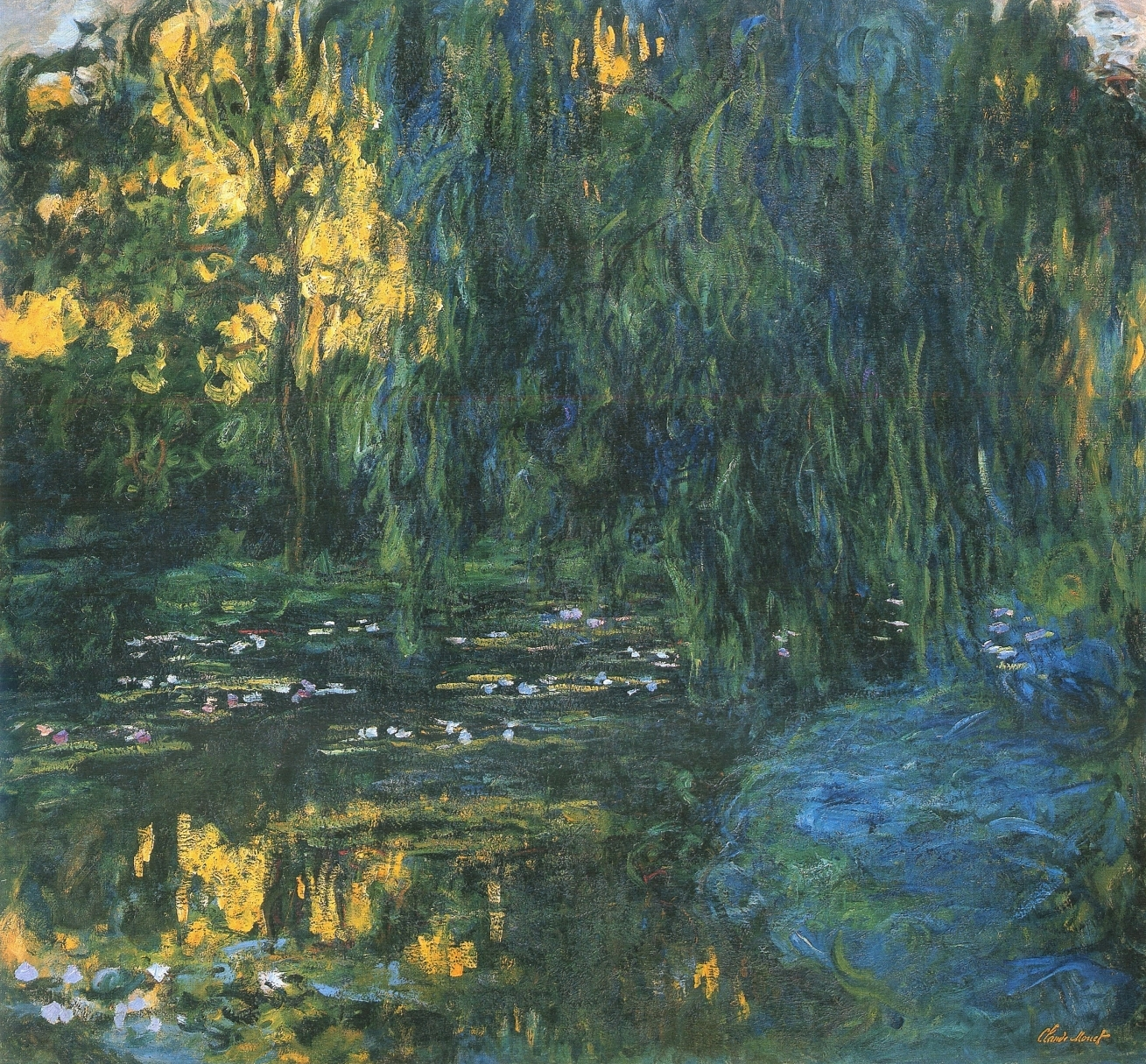
Iaz cu nuferi și salcie plângătoare, 1916–1919, Sale Christie's New York, 1998
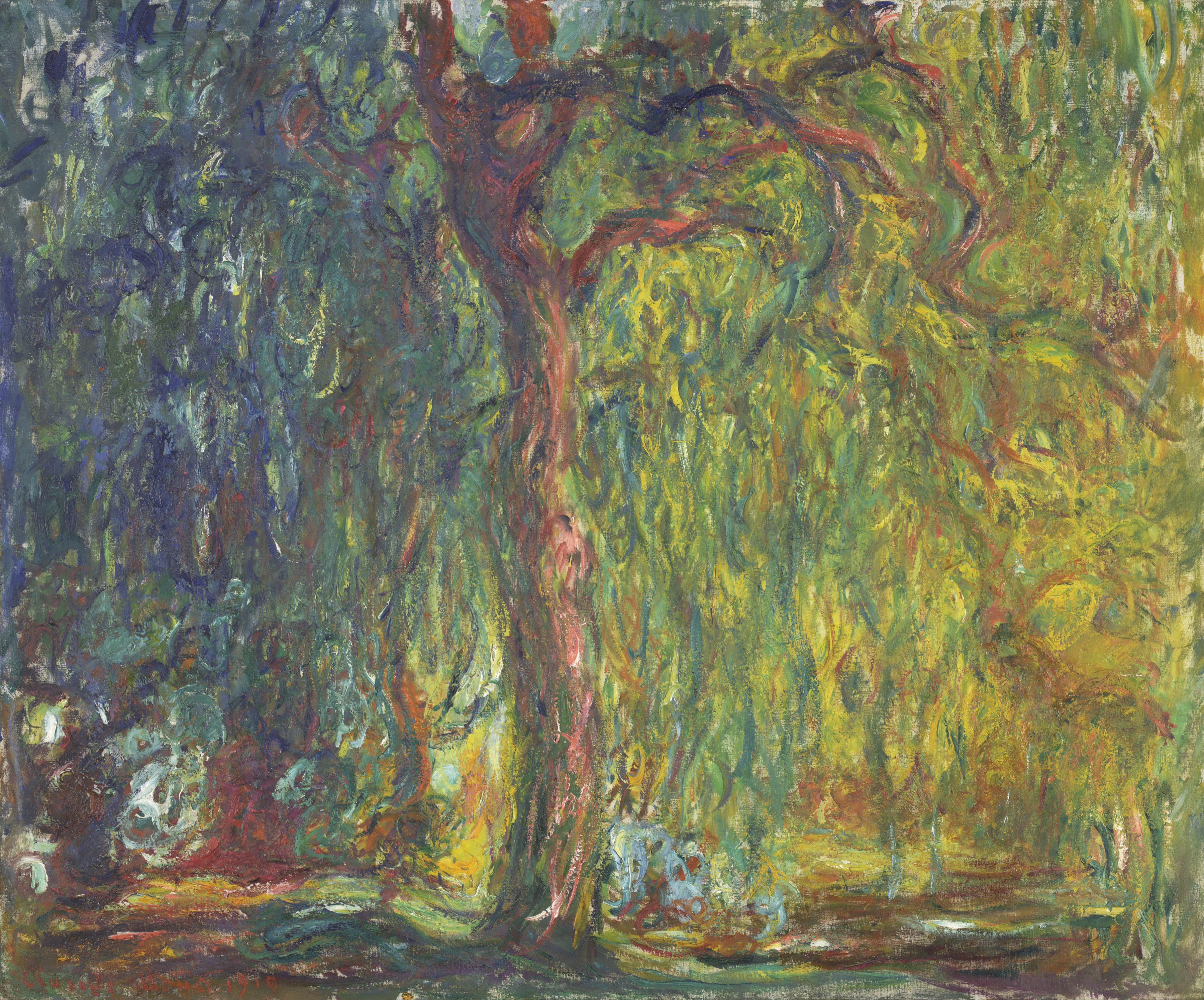
Salcie plângătoare, 1918–19, Kimball Art Museum, Fort Worth